# 汉斯·里恩
汉斯·里恩（德語：Hans Rinn，1953年3月19日—），德国前男子雪橇运动员。他曾代表东德参加1976年和1980年冬季奥林匹克运动会雪橇比赛，共获得二枚金牌和一枚铜牌。